# James (romanzo)
James è un romanzo dello scrittore statunitense Percival Everett, edito da Doubleday nel 2024.
Liberamente tratto da Le avventure di Huckleberry Finn di Mark Twain, il libro ripercorre la storia dal punto di vista dello schiavo fuggiasco Jim. Il romanzo ha vinto il Premio Pulitzer per la narrativa, il National Book Award per la narrativa, il Kirkus Prize e la Medaglia Andrew Carnegie per l'eccellenza nella narrativa, è stato candidato al Booker Prize ed è stato citato tra i migliori libri del 2024 da trentatré diverse riviste letterarie.

## Edizioni
- James, collana Oceani, traduzione di Andrea Silvestri, La nave di Teseo, 2024, ISBN 978-8834618608.